# برودین ۶۷۸۰
سیارک ۶۷۸۰ (به انگلیسی: 6780 Borodin، نامگذاری:1990ES3) شش هزار و هفتصد و هشتادمین سیارک کشف شده‌است که در ۲ مارس ۱۹۹۰ کشف شد.
قدر مطلق سیارک برابر ۱۴٫۲۰ است.